# Bożena Szydłowska

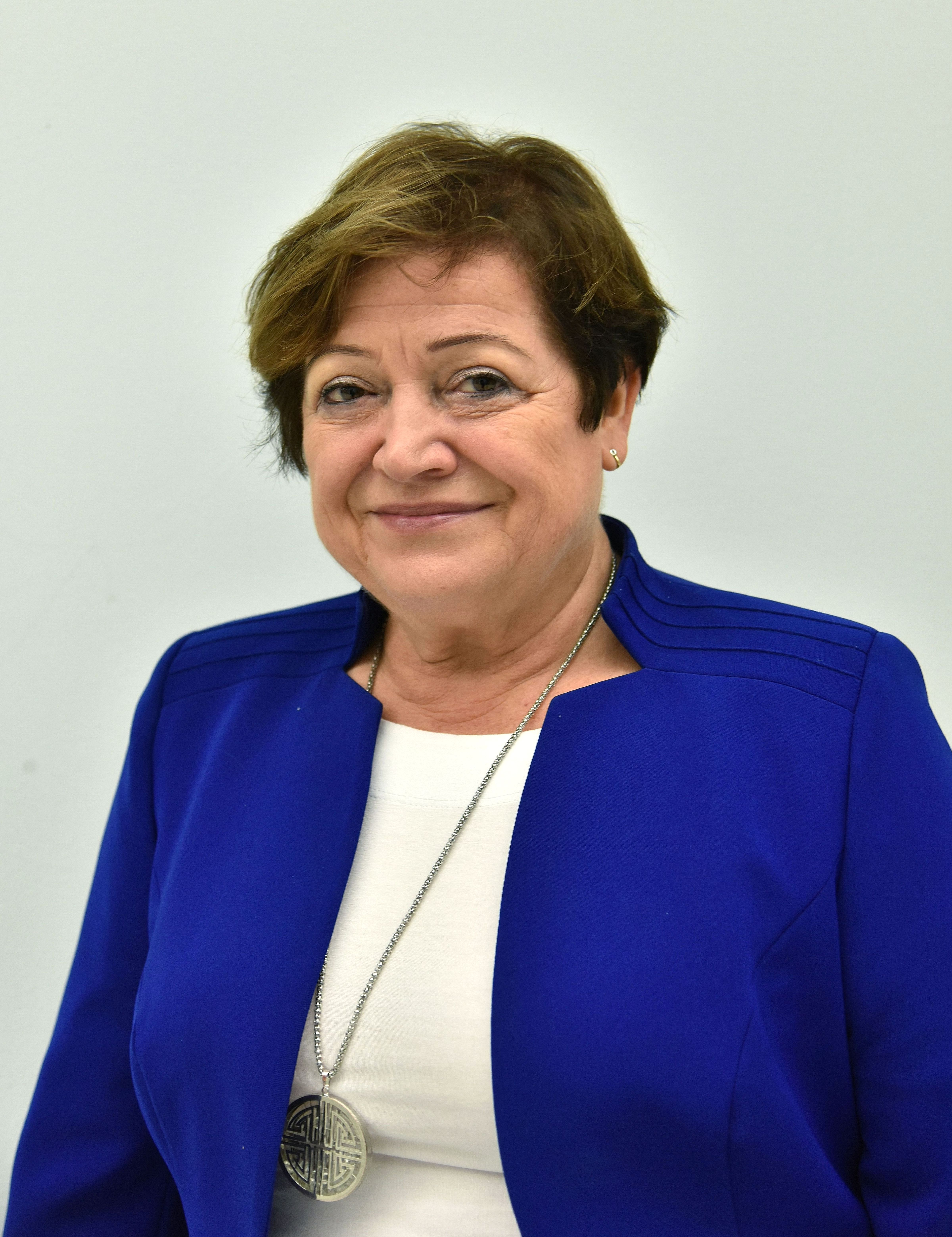
Bożena Szydłowska

Bożena Szydłowska (* 11. April 1951 in Posen) ist eine polnische Politikerin der Platforma Obywatelska (Bürgerplattform).
Bożena Szydłowska begann ein Jura-Studium an der Adam-Mickiewicz-Universität Posen, wechselte später an die Hochschule für Betriebswirtschaft und Bankwesen in Posen, welche sie mit einem Verwaltungsdiplom verließ. Anschließend arbeitete sie im Finanzbereich unter anderem bei den Unternehmen Herbapol, Vitropak und Vitrocer. In den 1990er Jahren wurde sie als Steuerberaterin selbständig. Von 2002 bis 2006 war Bożena Szydłowska im Stadtrat von Swarzędz, 2006 wurde sie zur Bürgermeisterin gewählt. Bei den vorgezogenen Parlamentswahlen 2007 trat sie für die Platforma Obywatelska im Wahlkreis 39 Poznań an. Mit 12.309 Stimmen gelang ihr der Einzug in den Sejm. Sie arbeitet dort in den Kommissionen für Öffentliche Finanzen sowie Gerechtigkeit und Menschenrechte.
Bożena Szydłowska ist verheiratet und hat eine Tochter.